# Lage (Portugal)
Laje oder Lage ist eine Gemeinde im Norden Portugals.
Laje gehört zum Kreis Vila Verde im Distrikt Braga, besitzt eine Fläche von 4,7 km² und hat 3054 Einwohner (Stand 19. April 2021).